# 지구 최후의 날
《지구 최후의 날》(영어: The Day the Earth Stood Still)은 미국에서 제작된 로버트 와이즈 감독의 1951년 SF 영화이다. 마이클 레니, 퍼트리샤 닐 등이 출연하였고, 줄리언 블라우스틴 등이 제작에 참여하였다. 핵 군비 경쟁에 막 진입한 냉전 시대를 배경으로, 인간 형상을 갖춘 한 외계인이 불가항력을 지닌 로봇과 함께 지구에 찾아와 인류 전체를 뒤흔들 중요한 전갈을 전하고자 한다는 이야기이다.
1995년 미국 국립영화등기부에 등재되었다.
2008년 동명 리메이크작이 개봉하였다.

## 줄거리
워싱턴 D.C.에 비행접시가 착륙하자 육군이 그 주변을 둘러싼다. 이들 앞에 나타난 휴머노이드 외계인 클라투는 친선 목적으로 방문했음을 알리고 대통령에게 전달할 선물을 건네다가 긴장한 한 군인의 총에 맞는다. 이에 로봇 고트가 나타나 눈에서 광선을 내뿜어 총기류와 탱크를 전부 파괴한다.
월터리드 미군의료센터에서 수술을 받은 클라투는 대통령 비서 할리에게 전 세계 지도자를 대상으로 동시에 전해야할 성명이 있다고 말한다. 하지만 서로 반목하는 국제 정세로 인해 불가능하다는 답변만 받고 그대로 병실에 갇힌다. 탈출한 클라투는 카펜터라는 이름으로 한 하숙집에 묵기 시작한다.
다른 투숙객 헬렌, 그 아들 보비와 가까워진 클라투는 보비와 링컨 기념관, 그리고 보비 아버지가 묻힌 알링턴 국립묘지를 방문한 뒤 보비가 지구에서 가장 똑똑한 인간으로 꼽은 과학자 제이컵 반하트 교수를 만난다. 클라투는 교수에게 인류가 로켓과 원자력 개발에 돌입하면서 언젠가 지구 밖을 침공할 가능성이 생겼고, 이 위협을 다른 행성들이 우려 중이라고 설명한다. 클라투는 경고성으로 미 동부 표준 시간으로 정오부터 30분간 병원, 비행 중인 항공기 등 불가피한 일부를 제외한 전 세계 모든 전기 장치 작동을 멈춰버린다.
헬렌의 남자친구 톰은 자신이 질투하던 카펜터 씨가 곧 클라투라는 걸 알고 군에 신고한다. 클라투는 총에 맞아 사망한다. 헬렌이 클라투가 미리 알려준대로 고트를 찾아가 "클라투 버라다 닉토"라고 말하자 고트는 경찰서 벽을 부수고 클라투 시체를 회수하여 클라투를 되살린다.
클라투는 우주 행성 연합이 고트와 같은 로봇으로 구성된 경찰력에 평화 유지를 일임하였으며 인류가 현 방향성을 유지하여 외부로 공격성을 표출하면 그 즉시 지구가 소멸될 것이라고 경고하고, 평화와 말살 두 선택지 중 하나를 선택해야만 한다고 말을 맺음한 뒤 고트와 비행접시를 타고 떠난다.

## 출연

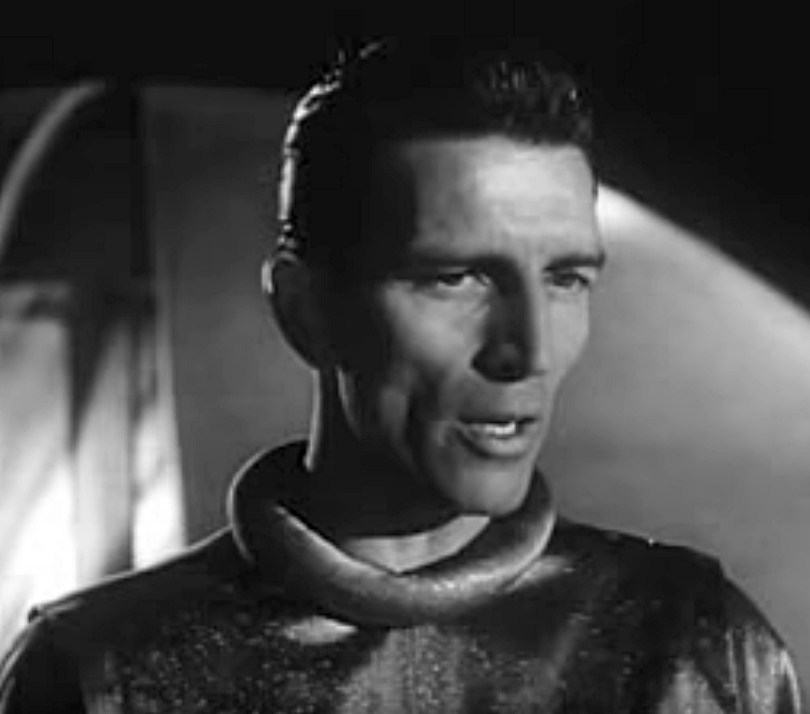
클라투 (마이클 레니 분)
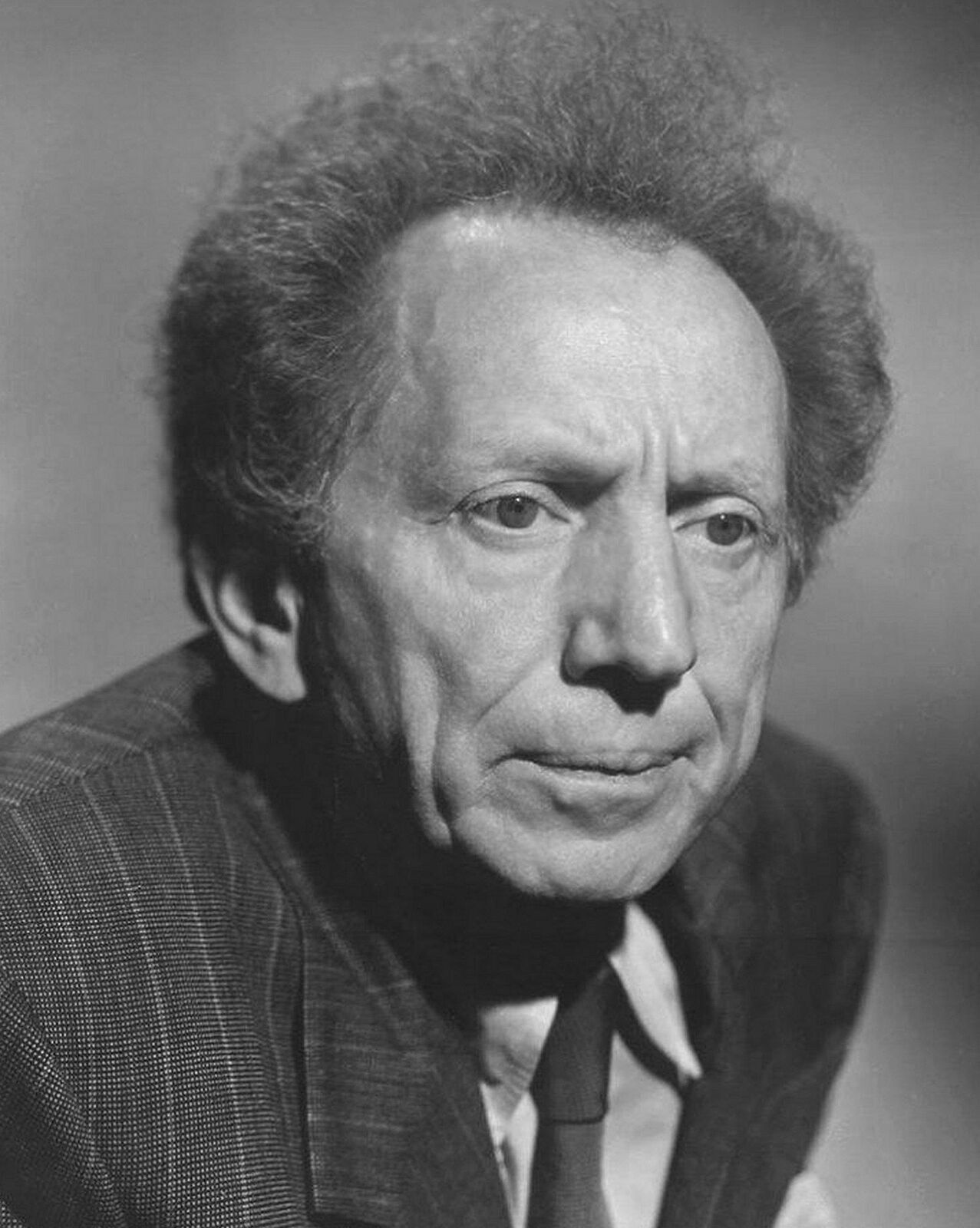
제이컵 반하트 교수 (샘 재피 분)
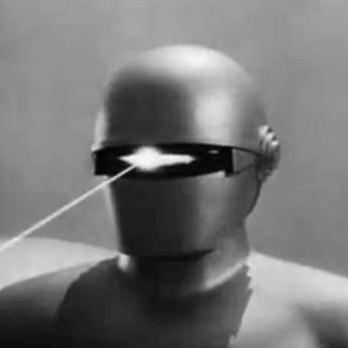
고트 (록 마틴 분)

- 마이클 레니 - 클라투 역
- 퍼트리샤 닐 - 헬렌 벤슨, 상무부 비서 역
- 샘 재피 - 제이컵 반하트 교수 역
- 휴 말로 - 톰 스티븐스, 헬렌의 남자친구 역
- 빌리 그레이 - 보비 벤슨, 헬렌의 아들 역
- 록 마틴 - 고트, 휴머노이드 로봇 역
- 프랜시스 바비에이 - 발리 부인, 투숙객 역
- 프랭크 콘로이 - 할리 씨, 대통령 비서 역
- 드루 피어슨
- 페이 루프
- 로버트 오스털로
- 이디스 에번슨
- 칼턴 영

## 기타 제작진
- 미술: 애디슨 헤어, 라일 R. 휠러
- 의상: 트러빌라